# Karl Eugen Neumann
Karl Eugen Josef Neumann (Vienna, 18 ottobre 1865 – Vienna, 18 ottobre 1915) è stato un traduttore tedesco.
Tradusse ampie parti del canone pāli in tedesco e fu il primo autorevole traduttore di scritti buddhisti in una lingua europea e quindi un pioniere del buddhismo in Occidente e in particolare nei Paesi di lingua tedesca.
Nel 1911 fondò a Kiel la Schopenhauer-Gesellschaft, insieme a Paul Deussen e Georg Grimm.

## Biografia
Karl Eugen Neumann nacque il 18 ottobre 1865 a Vienna da Angelo Neumann, tenore dell'Opera di Vienna e da Pauline Aurelie, nata von Mihalovits, proveniente da una famiglia aristocratica ungherese.
Neumann svolse gli studi secondari alla Thomasschule di Lipsia, poiché suo padre era diventato direttore dell'opera locale nel 1876. Dopo aver lasciato la scuola, viaggiò in Inghilterra e in Italia. Gli scritti di Arthur Schopenhauer ispirarono il giovane Neumann molto più dell'apprendistato bancario iniziato a Berlino nel 1882. 
Dal 1884 in poi, trascorse spesso metà della notte immerso in scritti filosofici e mostrò grande interesse per le fonti indiane che avevano ispirato anche Schopenhauer. Abbandonata la carriera bancaria, studiò al liceo di Praga e nel 1887 si iscrisse all'Università Friedrich Wilhelm di Berlino. Tuttavia, gli studi di indologia con Hermann Oldenberg e Albrecht Weber, così come quelli di scienze religiose con Paul Deussen e di filosofia non soddisfecero le sue aspettative.
Si ritiene che Neumann abbia iniziato a interessarsi al  buddhismo già nel 1884: probabilmente fu "il primo austriaco a professare gli insegnamenti di Buddha" e "per quanto si sa, il primo buddhista tedesco nel vero senso della parola".
Dopo il matrimonio con Camilla, figlia dello scrittore viennese Johann Nordmann, Neumann strinse amicizia con Richard Pischel ad Halle e conseguì il dottorato all'Università di Lipsia nel 1891 con una tesi su un testo pāli. Nello stesso anno pubblicò a Lipsia l'opera intitolata Zwei buddhistische Suttas und ein Traktat Meister Eckharts ("Due sutre buddhiste e un trattato di Meister Eckhart"). 
Nel 1892, tornato a Vienna, Neumann diede alle stampe un'antologia in lingua tedesca del canone pāli, in occasione del 104º anniversario dalla nascita di Schopenhauer. Nel 1893 fu pubblicata una sua traduzione del Dhammapada. L'anno seguente si realizzò il desiderio di Neumann di recarsi nel Paese d'origine del buddhismo. Trascorse diversi mesi in India e a Ceylon. Lì incontrò anche membri del Sangha, come il monaco Sumangala Maha Thera e Lama Dondamdup. In alcuni casi, ritenne che i loro insegnamenti si discostassero dagli insegnamenti originali del Buddha.
Tornato a Vienna nell'autunno del 1894, si dedicò nuovamente allo studio e alla traduzione del Tipitaka e assunse l'incarico di assistente dell'indologo Georg Bühler presso l'Istituto d'Oriente.
Gli anni successivi furono caratterizzati dalla traduzione della Majjhima-Nikaya e dalla sua edizione in tre volumi a Lipsia e Berlino (1896-1902). Questo periodo fu caratterizzato anche dalla fervente corrispondenza e dall'amicizia con Giuseppe De Lorenzo (1871-1957) di Bari, uno spirito a lui affine che pubblicò anche traduzioni italiane dell'opera di Neumann e divenne un pioniere del buddhismo italiano. 
Dopo una breve parentesi in Germania, Neumann tornò a Vienna nel 1899 e tradusse Die Lieder der Mönche und Nonnen ("I canti dei monaci e delle monache"). Nel 1906 Neumann perse l'intero patrimonio in un crac bancario e dovette anche vendere (temporaneamente) la pregiata edizione siamese del Tipitaka, che gli era stata lasciata in eredità da Chulalongkorn. L'eredità ricevuta alla morte del padre risolse momentaneamente l'emergenza finanziaria. Nel 1907, il primo dei tre volumi della Längere Sammlung fu pubblicato da Piper a Monaco (completato nel 1912).
Sebbene Neumann abbia il merito di essere stato il primo a tradurre in tedesco parti molto estese del canone pāli, avendo così un ampio impatto sul movimento buddhista emergente nel mondo di lingua tedesca, la sua traduzione è oggi filologicamente controversa a causa della mancanza di precisione nei dettagli.
Neumann si spense il 18 ottobre 1915 a Vienna e fu sepolto nel Cimitero Centrale di Vienna (82B-2-18) in una tomba dedicata in suo onore.
Un'edizione completa della sua opera fu pubblicata nel 1957 dalla Paul Zsolnay Verlag di Vienna. Il crescente interesse per il buddhismo nel mondo di lingua tedesca ha portato a una nuova edizione delle traduzioni del canone pāli di Neumann da parte di Beyerlein e Steinschulte, e nel 2003 l'edizione digitale dell'opera completa è stata pubblicata da Directmedia Publishing (Digitale Bibliothek).

## Opere (selezione)
- Karl Eugen Neumann: Die Lieder der Mönche und Nonnen Gotamo Buddho's, E. Hofmann & co, Berlin 1899.
- Die Reden Gotamo Budhos, aus der Sammlung der Bruchstücke Suttanipato des Pali-Kanons, R. Piper, München 1911.
- Karl Eugen Neumann: Der Wahrheitpfad, Dhammapadam; ein buddhistisches Denkmal. R. Piper, München 1921.
- Karl Eugen Neumann: Die Reden Gotamo Buddhos, Sammlung Majjhimanikayo des Pali-Kanons, 3 Bände, R. Piper, München 1922.